# Francisco Monterde Ferrer
Francisco Monterde Ferrer (Valencia, 1947) es magistrado español. Desde 2003 hasta 2019 fue magistrado de la Sala de lo Penal del Tribunal Supremo de España. Fue vocal del Consejo General del Poder Judicial entre 1996 y 2001, habiendo sido su candidatura para esta función propuesta por la Asociación Profesional de la Magistratura (APM), y apoyada por el Partido Popular.

## Biografía
Licenciado en Derecho por la Universidad de Valencia, ingresó en la carrera judicial en 1974. Sus primeros destinos fueron como juez de primera instancia e instrucción en Molina de Aragón (Guadalajara), Segorbe (Castellón) y Sueca (Valencia). Es nieto del magistrado Francisco Monterde Pastor.

## Trayectoria
En el año 1981, Monterde Ferrer ascendió a la categoría de magistrado y fue destinado a la Audiencia Provincial de Gerona, donde ejerció hasta junio de 1983. Posteriormente, el magistrado se hizo cargo del Juzgado de Instrucción número 9 de Valencia. El 12 de junio de 1984 se incorporó a la Audiencia Provincial de Valencia, órgano en el que presidió la Sección Segunda. 
Monterde pertenece a la Asociación Profesional de la Magistratura, grupo que le impulsó en su camino al Consejo General del Poder Judicial (CGPJ), al que accedió en 1996, a propuesta del PP. Formó parte del órgano de Gobierno del Poder Judicial presidido por Javier Delgado Barrio hasta 2001, cuando regresó a la Sección Segunda de la Audiencia Provincial de Valencia. 

### Magistrado del Tribunal Supremo
En noviembre de 2003, el Consejo General del Poder General lo designó, por 12 votos a 9, como magistrado de la Sala de lo Penal del Tribunal Supremo. En julio de 2019, se jubiló al alcanzar la edad máxima para servir como magistrado.

#### Caso Gürtel
El 17 de marzo de 2010 el Tribunal Supremo (TS) prorrogó por octavo mes consecutivo el secreto de las actuaciones en el «caso Gürtel, en el que se investigaba una supuesta trama de corrupción ligada a cargos del Partido Popular, lo que significa que las partes personadas, a excepción de la Fiscalía, no podían tener acceso a las mismas. Así lo acordó en un auto el magistrado instructor del caso en el Alto Tribunal, Francisco Monterde. Monterde alegó que subsistían las razones que motivaron mantener el secreto en la primera ocasión. Entre ellas, el instructor -como en los autos de prórroga anteriores- señala las necesidades de la instrucción, la naturaleza de los delitos perseguidos y añade el carácter de las diligencias de prueba documentales y periciales que se están practicando.

#### Caso Faisán
En febrero de 2014 fue designado como magistrado del Tribunal Supremo para entender sobre los recursos interpuestos contra la sentencia por el caso Faisán, el 'chivatazo' a ETA por el que la Audiencia Nacional condenó a dos cargos policiales por alertar al dueño del bar Faisán de que iba a ser detenido en una operación contra ETA. La asociación Dignidad y Justicia y el Partido Popular habían recurrido para que fueran condenados por un delito de colaboración con organización terrorista y no solo por revelación de secretos, tal y como estableció en su sentencia la Audiencia Nacional.